# Theodor von Rüdiger
Friedrich Alexander von Rüdiger, en russe Fiodor Vassilievitch Ridiger (Фёдор Васильевич Ридигер), né en décembre 1783 et mort le 11 juin 1856 à Saint-Pétersbourg, est un général de cavalerie russe.

## Biographie
Originaire de Livonie, Rüdiger fait ses premières armes à partir de 1800 dans la ville de Jelgava (Mittau), en tant qu'adjudant-major général dans un régiment de hussards. 
Il prend part aux guerres napoléoniennes (la quatrième guerre de coalition, la guerre russo-suédoise de 1808-1809, la campagne en 1812, la sixième guerre de Coalition).
Par la suite, il participe à la Guerre russo-turque de 1828-1829, à la guerre contre l'insurrection polonaise de 1830-1831 et à la guerre contre la révolution hongroise de 1848.
Son service prend fin en 1855.

## Source
- (pl) Cet article est partiellement ou en totalité issu de l’article de Wikipédia en polonais intitulé « Fiodor Rydygier » (voir la liste des auteurs).